# Fatoumata Bâ
Pour les articles homonymes, voir Fatoumata Ba et Ba.
Cet article concerne l'entrepreneuse. Pour la médecin, voir Fatoumata Ba (universitaire).
Fatoumata Bâ, née à Dakar en 1986, est une entrepreneuse sénégalaise.

## Biographie

### Enfance et éducation
Fatoumata Bâ est née en 1986 à Dakar, dans une famille de la classe moyenne. Après un bac au Togo, elle poursuit ses études en France à partir de 2004. Elle étudie à la Toulouse Business School,,.

### Carrière
Fatoumata débute son parcours professionnel chez France Télécom, à Toulouse, pendant deux ans, où elle est chargée du développement des terminaux internes. Elle poursuit sa carrière au sein du bureau parisien d’Atos où intervient auprès de grand groupe français sur des sujets de transformation numérique,,.
En 2013, elle fonde la filiale de Jumia, société de commerce en ligne, en Côte d'Ivoire et prend ensuite la direction de la filiale au Nigeria qui devient la première licorne du continent africain. En 2016, elle rejoint le comité exécutif du groupe.
Elle a été membre du conseil d'administration de la banque d’affaires Southbridge (fondée par Lionel Zinsou) ainsi que du comité d'investissement de Creadev pour l'Afrique (un fonds d’investissement de la famille Mulliez). Elle a aussi siégé au "Global Future Council on the New Economic Agenda" du Forum économique mondial. Fatoumata préside actuellement le conseil d'administration d'Auchan en Afrique,,.
Son parcours l'a introduite dans les milieux économiques d’Afrique de l’Ouest. En 2018, lors du passage d’Emmanuel Macron à Lagos au Nigeria, elle facilite la rencontre entre le milliardaire nigérian Aliko Dangote et le président français.

### Janngo Capital
En 2017, Fatoumata quitte Jumia et lance Janngo Capital, un startup studio dont l’objet social est d’aider au démarrage de start-ups. En mai 2018, elle réussit une levée de fonds d’amorçage afin de démarrer son activité. Elle réunit un million d’euros auprès du pôle innovation métiers de la famille Mulliez, de la banque d’affaires européenne Clipperton et de Soeximex, une société d’import-export d’Afrique de l’Ouest,.